# مضایا
مضایا (به عربی: مضایا) یک منطقهٔ مسکونی در سوریه است که در شهرستان الزیدانی واقع شده‌است. این منطقه تفریحی در ۴۰ کیلومتری شمال‌غربی دمشق قرار دارد.

## دوران جنگ داخلی سوریه
در دوران جنگ داخلی سوریه، از ژوئیه ۲۰۱۵، مضایا توسط نیروهای سوری وفادار به بشار اسد رئیس‌جمهور سوریه و حزب‌الله لبنان محاصره شده‌بود. در دسامبر ۲۰۱۵، پزشکان بدون مرز گزارش دادند که ۲۳ نفر بر اثر گرسنگی جان داده‌اند همچنین محاصره کامل شهر، از ۱۸ اکتبر، مانع از ورود هرگونه کمک‌های انسان‌دوستانه یا عذا شده‌است. بان کی مون دبیرکل وقت سازمان ملل متحد در مورد وضعیت مضایا و دیگر مناطق محاصره‌شده در سوریه، ابراز نگرانی کرده بود و هشدار داد که استفاده از گرسنگی به عنوان سلاح در طول جنگ، جنایت جنگی است.
در ۷ ژانویه ۲۰۱۶، دفتر هماهنگی امور بشردوستانه سازمان ملل بیانیه‌ای صادر کرد و خواستار دسترسی آزادانه ساکنان مضایا، فوعه و کفریا به کمک‌های اضطراری شد. در بحبوحه تماس‌ها از سوی مقامات سازمان ملل و ده‌ها سازمان بشردوستانه برای مداخله، مذاکراتی بین دولت سوریه و شورشیان با نظارت سازمان ملل متحد برای ارسال کمک‌های بشردوستانه در ۱۱ ژانویه ۲۰۱۶ انجام شد.
در ۱۴ آوریل ۲۰۱۷، توافقنامه آتش‌بس سال ۲۰۱۵ به اجرا گذاشته شد و ۶۰ اتوبوس حامل ۲٬۳۵۰ نفر از جمله ۴۰۰ شورشی از مضایا و الزبدانی به ادلب منتقل شدند. پس از آن، مضایا به‌طور کامل به کنترل ارتش سوریه درآمد.

## خصوصیات
مضایا'۴۰۰۰۰ نفر جمعیت دارد و ۱٬۶۰۸ متر بالاتر از سطح دریا واقع شده‌است.